# Radiostacja R-126
Radiostacja R-126 – wojskowa, foniczna, ultrakrótkofalowa radiostacja nadawczo-odbiorcza krótkiego zasięgu konstrukcji ZSRR z lat 1960. 

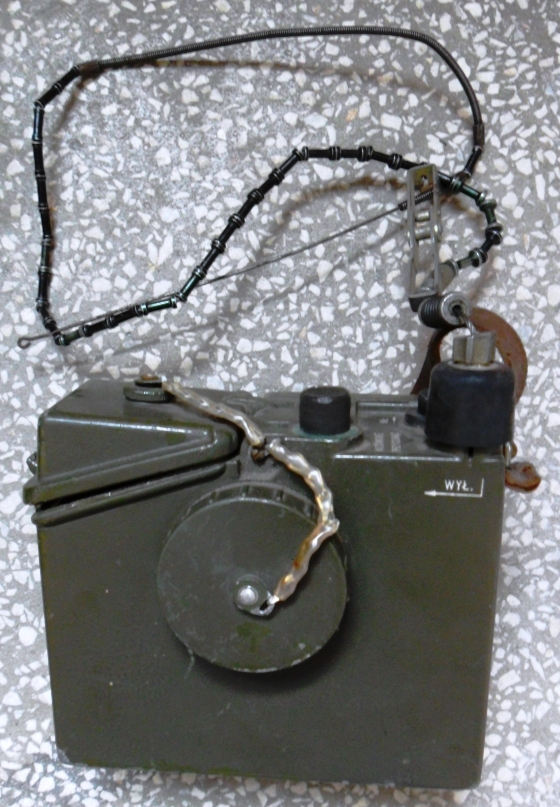
Radiostacja R-126

Jest to radiostacja przenośna (dowódca przenosi ją na pasie i obsługuje), ultrakrótkofalowa,  simpleksowa. Źródła zasilania zapewniają ciągłość pracy radiostacji przez 13 godzin.

## Obsługiwanie radiostacji
Po rozwinięciu anteny i podłączeniu kompletu słuchawkowo-laryngofonowego (policzkofonu i słuchawki) należy nastawić odpowiednią częstotliwość. Następnie włączyć zasilanie (ustawić przełącznik w położenie Zał). W czasie nadawania należy przycisnąć przycisk.